# Klütz
Klütz – miasto w Niemczech, w kraju związkowym Meklemburgia-Pomorze Przednie, w powiecie Nordwestmecklenburg, siedziba urzędu Klützer Winkel.

## Toponimia
Nazwa notowana w źródłach średniowiecznych w formie silva Cliuz (1188), Cluz (1202), Clutze (1237), Klutze (1267), Cluze (1273). Pochodzi od połabskiego *kl’uč „krynica, źródło”.

## Współpraca
Miejscowość partnerska:
- Bad Arolsen, Hesja